# Lurö

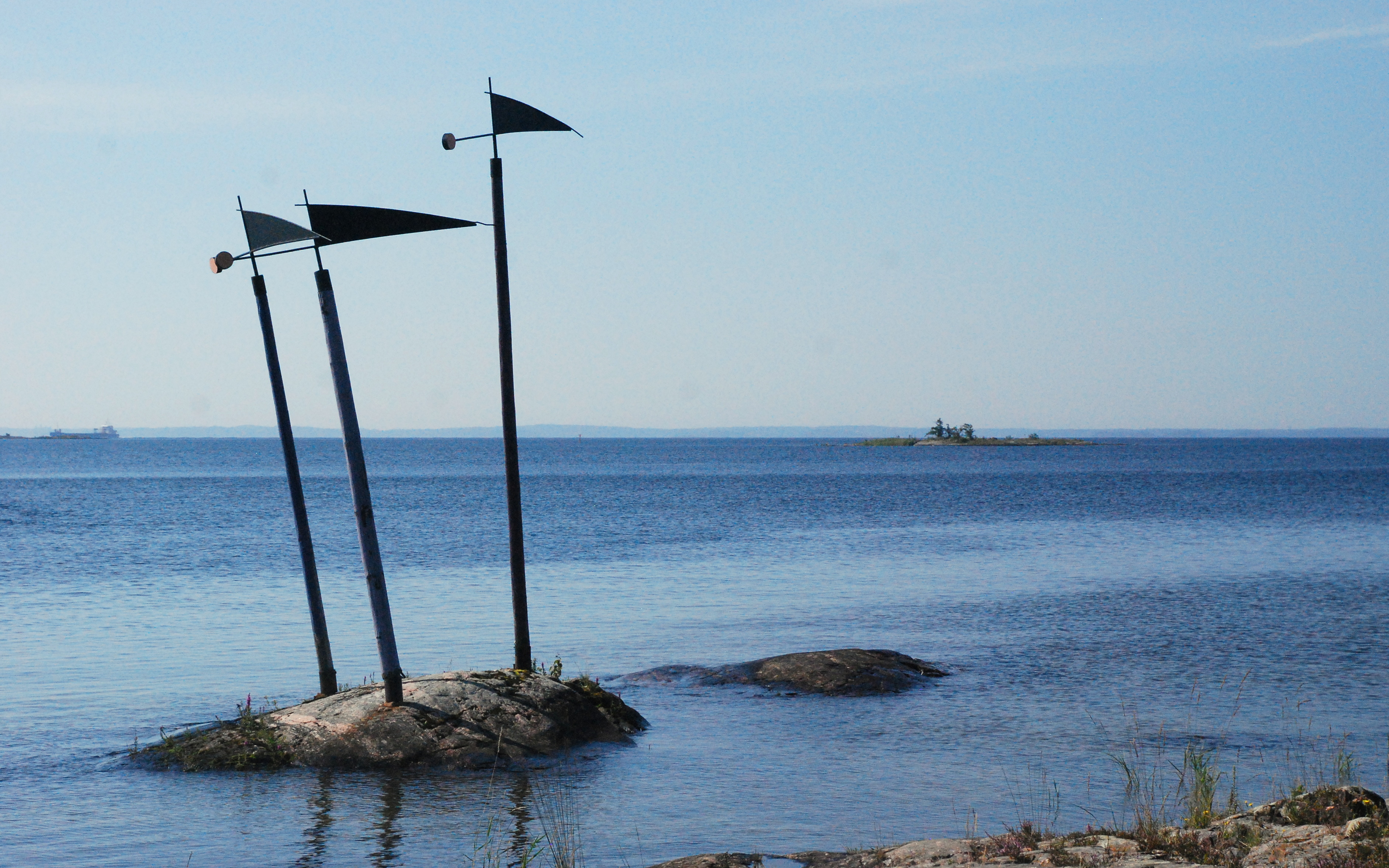
Skulptur som välkomnar båtar vid Stenstaka, Lurö

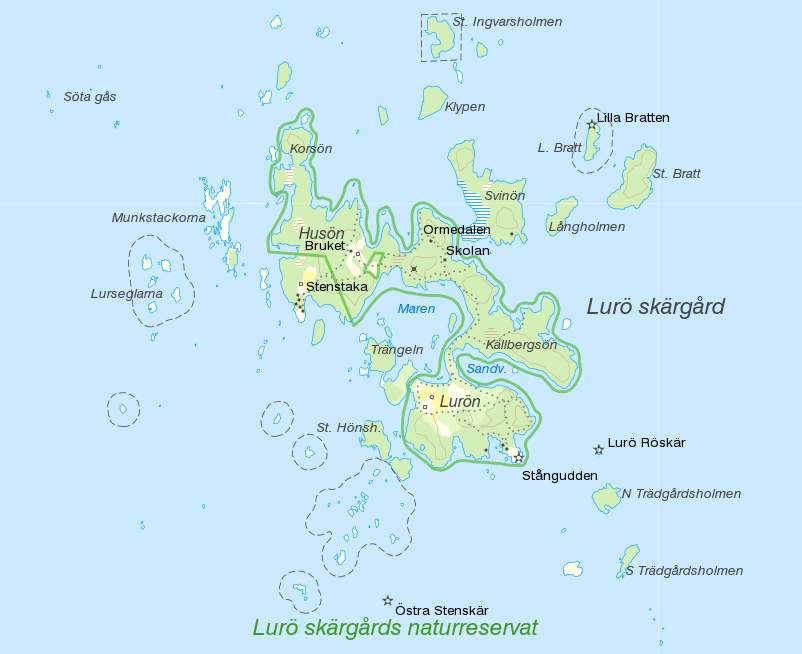
Karta över ön Lurö och några omgivande öar.

Lurö är en ö i mellersta Vänern och ingår i Lurö skärgård i Eskilsäters socken i Säffle kommun.
Vänerns skärgård är Europas största insjöskärgård, och Lurö ligger på gränsen mellan Dalbosjön i väster och Värmlandssjön i öster med åtta mil till Vänersborg och lite längre till Kristinehamn. Från Värmlandsnäs finns dagliga båtförbindelser men ingen reguljär trafik från Västergötland. Lurö består av vad som tidigare var tre öar: Lurön, Kjellbergsön och Husön. Vid högt vattenstånd kan dock de tre öarna åter skiljas åt vid de smala näs som sammanbinder dem. Viken mellan öarna kallas Maren, den har under 1900-talet sakta växt igen alltmer.
Ön har varit bebodd sedan järnåldern, och odling har ägt rum fram till mitten av 1950-talet. 1989 gjordes arkeologiska utgrävningar som visade att ruinen på ön är lämningar från en romansk absidkyrka från 1100-talet. Munkar på pilgrimsfärd till Trondheim rastade på Lurö. Dessutom, tror arkeologer och kyrkohistoriker, att där också funnits ett kloster på ön. Av ett tidigare tegelbruk finns bara lämningar kvar. 1916–1938 fanns en skola på Kjellbergsön.
Ön är till stor del privatägd av två släkter; en bofast familj finns kvar året om. Övriga bor där bara på sommaren. Fyren på ön, Stånguddenas fyr som byggdes 1864, är numera automatiserad. I fyrvaktarens jobb ingick fram till 1981 – då SMHI satte in en automatisk station – rapport av väder morgon och kväll. Stationen är nu tagen ur bruk. 
Elektricitet installerades inte på ön förrän 1959, men redan 1931 blev den uppkopplad till telefonnätet. På ön finns inga vägar utan bara stigar. Kor och får fraktas till ön på sommarbete för att ge ett öppet landskap. På ön finns rådjur, som simmat över. Älgar simmar också över för betets skull, men stannar inte kvar. 
En dramatisk händelse inträffade 1963 när Göta kanal-båten Diana gick på grund och 68 personer fick räddas över till ön och inkvarteras tills de kunde hämtas av räddningsbåten Hjalmar Branting. Många av dem var amerikaner och äldre människor, men ingen blev skadad. På den tiden fanns inga räddningsflottar. Båten fick slagsida och drev av grundet och fick i sjunkande tillstånd bogseras in till en grund vik.
På Lurö finns parningsstation för det nordiska biet Apis m. mellifera.